# Konrad Szymański
Konrad Krzysztof Szymański este un om politic polonez, membru al Parlamentului European în perioada 2004-2009, 2009-2014 din partea Poloniei.